# We Weren't Born to Follow
We Weren't Born to Follow is een nummer van de Amerikaanse rockband Bon Jovi uit 2009. Het is de eerste single van hun elfde studioalbum The Circle.
De videoclip van "We Weren't Born to Follow" is gefilmd vanaf het dak van de Clinton Recording Studios in New York, waar Bon Jovi het nummer speelt met de wolkenkrabbers op de achtergrond. In de clip zijn ook stukjes van belangrijke gebeurtenissen en personen uit de geschiedenis te zien, zoals de val van de Berlijnse Muur in 1989, de dalai lama, Martin Luther King die de "I Have a Dream" speech levert, de Zuid-Afrikaanse bisschop Desmond Tutu en de toen net aangetreden Amerikaanse president Barack Obama.
Het nummer werd een bescheiden hit in sommige Europese landen. In het Duitse taalgebied was het nummer zeer succesvol, maar in de Amerikaanse Billboard Hot 100 haalde het slechts de 68e positie. Ook in Nederland had het nummer niet veel succes, het haalde de 10e positie in de Tipparade.